# Lejon (skomärke)
Lejon har använts som varunamn på olika svenska skomärken. 
I slutet av 1970-talet hittade företagsledaren Rolf Nilsson, under en inköpsresa i Asien, en gymnastiksko som han tog med sig till Sverige. Hans tanke var att återuppväcka skomärket Lejon, som redan tidigare funnits i Sverige. Ingemar Stenmark gjorde reklam för skorna och de såldes under slogan Heja Sverige visa klorna, dra nu på dig lejonskorna!, en slogan som myntades av reklammannen Lasse Collin 1978. En av skomärkets alla lyckade reklamkampanjer belönades med ett silverägg 1981. Lejon användes under en period av svenska försvaret fram till år 2007.
Det har även tidigare funnits skomärken med namnet Lejon, bland annat på en damsko som började tillverkas under tidigt 1900-tal av Knislinge skofabrik. Fabriken hade Lejonskor som varunamn in på 1970-talet.